# Anytec

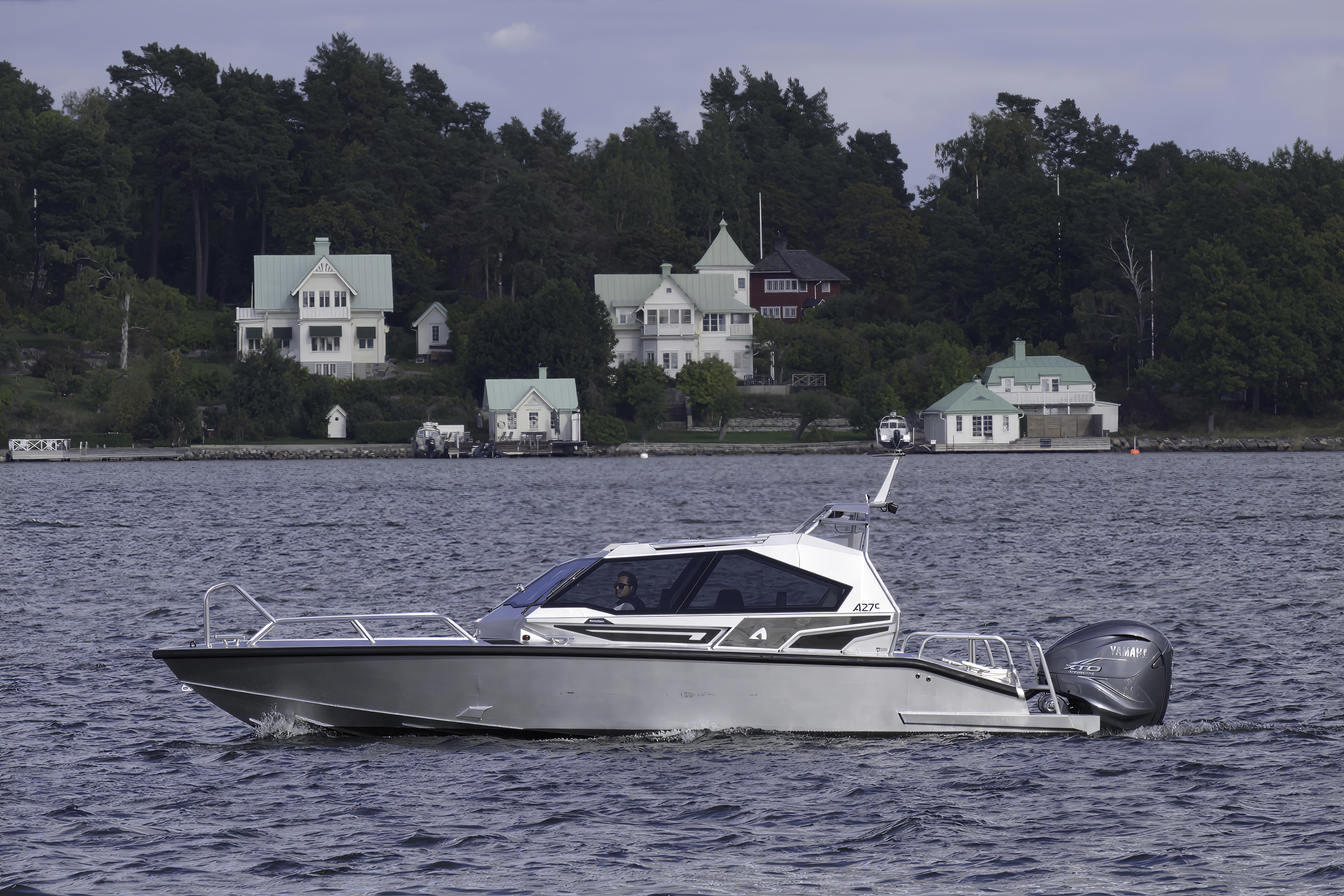
Anytec A27C

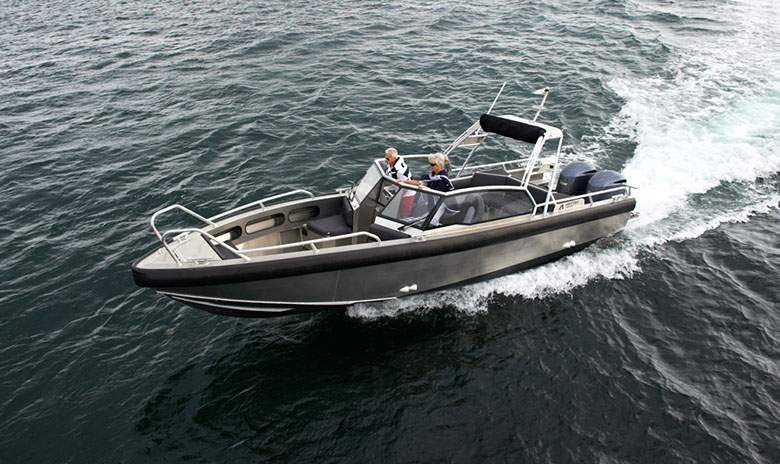
Anytec-båt på vattnet

Anytec är en svensk tillverkare av  motorbåtar i aluminium. Företaget grundades i Öregrund men huvudkontoret ligger numera i Örnsköldsvik. Anytec tillverkar snabbgående, planande motorbåtar, varav de flesta är öppna med styrpulpet.
Företaget slog sina egna försäljningsrekord under både 2011 och 2012. Under 2014 försattes Anytec efter en utdragen ägartvist i konkurs varpå konkursboet förvärvades av före detta hockeyproffset Peter Forsberg och Mats Melbin som även innan konkursen var delägare i bolaget.